# Pompilinae
Sous-famille
Tribus de rang inférieur
- Aporini
- Homonotini
- Pompilini
- Psammoderini

Les Pompilinae sont une sous-famille d'insectes hyménoptères de la famille des Pompilidae.

## Classification

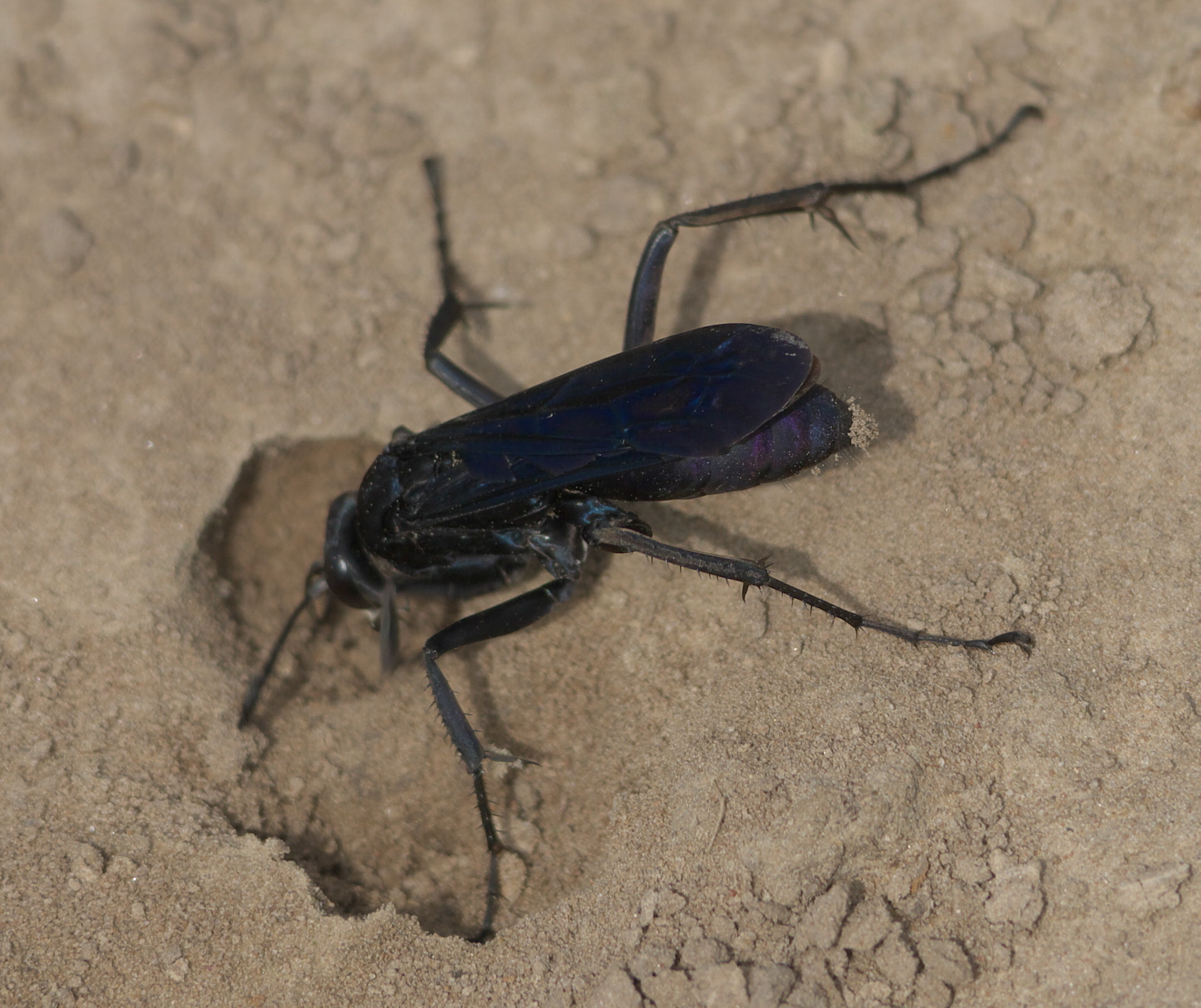
Anoplius.

La sous-famille des Pompilinae est attribuée en 1805 à l'entomologiste français Pierre-André Latreille (1762-1833). Le genre type est Pompilus Fabricius, 1798.

## Fossiles
Selon la Paleobiology Database en 2023, sept collections de fossiles sont référencées, du Miocène en République Dominicaine, de l'Oligocène de France (deux) et d'Allemagne (une), de l'Éocène de France (une) et des États-Unis (deux du Colorado).
Ceci prouve la présence de la sous-famille depuis le Priabonien ou Miocène supérieur soit 37,2 Ma avant notre ère.

### Genres fossiles
Selon la Paleobiology Database en 2023, trois genres fossiles sont référencés :
- †Pompilinites Rodriguez & Waichert, 2017
- †Tainopompilus Rodriguez & Pitts, 2016
- †Tenthredinites Meunier, 1915[1]

### Espèces fossiles
Selon Paleobiology Database en 2023, deux espèces sont fossiles, dans des genres vivants :
- †Agenioideus saxigenus Cockerell, 1908
- †Anoplius planeta Rodriguez & Pitts, 2016

## Description
Les Pompilinae sont une sous-famille de la famille des guêpes araignées, les Pompilidae, dont les espèces pondent leurs œufs sur les corps paralysés de leurs proies.
Les Pompilinae possèdent une rangée de petites épines d'inégale longueur sur les tibias postérieurs, celles des extrémités étant nettement plus longues. Leur taille dépasse rarement 10 à 25 mm.

## Tribus
Les tribus de la sous-famille des Pompilinae sont au nombre de quatre :
- Aporini
- Homonotini
- Pompilini
- Psammoderini

## Liste des genres
Les Pompilinae contiennent les genres suivants, qui ne sont peut-être pas tous actuellement valides,, :
- Abripepsis Banks, 1946
- Aeluropetrus Arnold, 1936
- Aetheopompilus Arnold, 1934
- Agenioidevagetes Wolf, 1978
- Agenioideus Ashmead, 1902
- Alasagenia Banks, 1944
- Allaporus Banks, 1933
- Allochares Banks, 1917
- Alococurgus Haupt, 1937
- Amblyellus Wolf,, 1965
- Anoplagenia Bradley, 1946
- Anoplioides Haupt, 1950
- Anoplius Dufour,, 1834
- Apareia Haupt, 1929
- Apinaspis Banks, 1938
- Aplochares Banks, 1944
- Aporinellus Banks, 1911
- Aporus Spinola, 1808
- Arachnospila Kincaid, 1900
- Arachnotheutes Ashmead, 1893
- Argyroclitus Arnold, 1937
- Argyrogenia Bradley, 1944
- Aridestus Banks, 1947
- Arpactomorpha Arnold, 1934
- Aspidaporus Bradley, 1944
- Atelostegus Haupt, 1929
- Austrochares Banks, 1947
- Austrosalius Turner, 1917
- Baguenaia Giner Mari, 1942
- Bambesa Arnold,, 1936
- Batozonellus Arnold, 1937
- Batozonoides Haupt, 1950
- Calopompilus Ashmead, 1900
- Ceropalites Cockerell, 1906
- Chalcochares Banks, 1917
- Chelaporus Bradley, 1944
- Ciliaporus Wahis, 1970
- Claveliocnemis Wolf, 1968
- Cliochares Banks, 1941
- Cordyloscelis Arnold, 1935
- Ctenostegus Haupt, 1930
- Cyemagenia Arnold, 1934
- Dasyclavelia Haupt, 1929
- Dendropompilus Williams, 1947
- Derochorses Banks, 1941
- Dicranoplius Haupt, 1950
- Dicyrtomellus Gussakowski, 1935
- Dimorphagenia Evans, 1973
- Dolichocurgus Haupt, 1937
- Drepanaporus Bradley, 1944
- Dromochares Haupt, 1930
- Eidopompilus Kohl, 1899
- Elaphrosyron Haupt, 1929
- Entomobora Gistel, 1857
- Eoferreola Arnold, 1935
- Epiclinotus Haupt, 1929
- Episyron Schiödte,, 1837
- Euclavelia Arnold,, 1935
- Euplaniceps Haupt, 1930
- Euryzonotulus Arnold, 1937
- Evagenia Banks, 1946
- Evagetes Lepeletier, 1845
- Ferreola Lepeletier, 1845
- Ferreolomorpha Ashmead, 1900
- Gilbertellana Pate, 1946
- Gonaporus Ashmead, 1902
- Hadroclavella Haupt, 1962
- Hauptiella Arnold, 1936
- Herpetosphex Arnold,, 1940
- Heterodontonyx Haupt, 1935
- Homonotus Dahlbom, 1843
- Hormopogonius Arnold, 1934
- Icazus Priesner, 1966
- Idiaporina Evans, 1974
- Iridomimus Evans, 1970
- Kyphopompilus Arnold, 1960
- Lissagenia Banks, 1946
- Melanoporus Ashmead, 1902
- Metaposcopus Haupt, 1962
- Micraporus Priesner, 1955
- Microclavelia Haupt, 1957
- Microferreola Haupt, 1935
- Microphadnus Cameron, 1904
- Micropompilus Priesner, 1955
- Mimocurgus Haupt, 1937
- Minotocyphus Banks, 1934
- Morochares Banks, 1934
- Mystacagenia Evans, 1973
- Nannaporus Priesner, 1966
- Nanoclavelia Priesner, 1948
- Narochares Banks, 1934
- Neanoplius Banks, 1947
- Neoplaniceps Bradley, 1944
- Nesopompilus Williams, 1947
- Notoplaniceps Bradley, 1944
- Pachycurgus Haupt, 1937
- Pamirospila Wolf, 1970
- Parabatozonus Yasumatsu, 1936
- Paracyphononyx Gribodo, 1884
- Paraferreola Sustera, 1913
- Paragenioideus Wolf, 1968
- Paranoplius Haupt, 1929
- Parapsilotelus Arnold, 1960
- Paraschistonyx Haupt, 1962
- Pareiaxenus Haupt, 1962
- Pareiocurgus Haupt, 1930
- Pedinpompilus Wolf, 1961
- Phanagenia Banks, 1933
- Phanochilus Banks, 1944
- Plagomma Haupt, 1941
- Platydialepis Haupt, 1941
- Podagenia Priesner, 1973
- Poecilocurgus Haupt, 1937
- Poecilopompilus Howard, 1901
- Pompilopterus Rasnitsyn, 1975
- Pompilus Fabricius, 1798
- Priochilus Banks, 1944
- Psammoderes Haupt, 1929
- Pseudageniella Haupt, 1959
- Pseudoclavelia Haupt, 1930
- Pseudoferreola Radoszkowski, 1888
- Pseudopompilus (Costa,, 1887)
- Pseudosalius Ashmead, 1904
- Psoropempula Evans, 1975
- Psorthaspis Banks, 1912
- Pygmachus Haupt, 1930
- Quiris Pate, 1946
- Rhabdaporus Bradley, 1944
- Rhynchopompilus Arnold, 1934
- Schistonyx Saussure, 1887
- Sericopompilus Howard, 1901
- Spuridiophorus Arnold, 1934
- Stolidia Priesner, 1966
- Syntomoclitus Arnold, 1937
- Tachyagetes Haupt, 1930
- Tachypompilus Ashmead,, 1902
- Taeniaporus Haupt, 1930
- Tagalochares Banks, 1934
- Tastiotenia Evans, 1950
- Telostegus Costa, 1887
- Telostholus Haupt, 1929
- Trachyglyptus Arnold, 1934
- Tupiaporus Arle, 1947
- Turneromyia Banks, 1941
- Xenanoplius Haupt, 1950
- Xenaporus Ashmead, 1902
- Xenocurgus Haupt, 1937